# مجموعة حماية

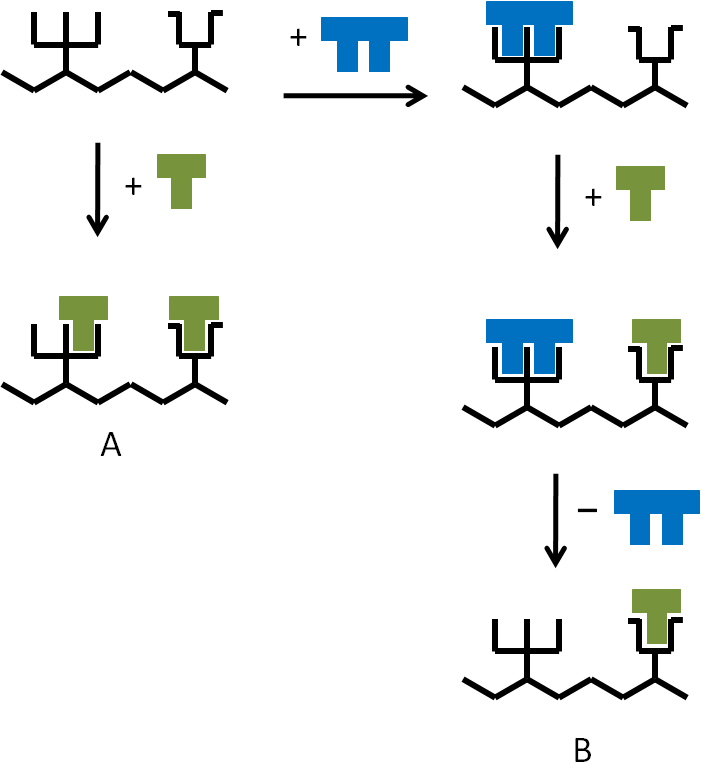
مبدأ عمل مجموعة الحماية.

مجموعة الحماية في الكيمياء هي مجموعة وظيفية تضاف إلى مركب ما عن طريق تفاعل كيميائي تحضيري بهدف توجيه التفاعل الأساسي بشكل انتقائي للحصول على منتجات محددة دون أن يكون للمجموعة المحمية دور في ذلك التفاعل.

## مثال

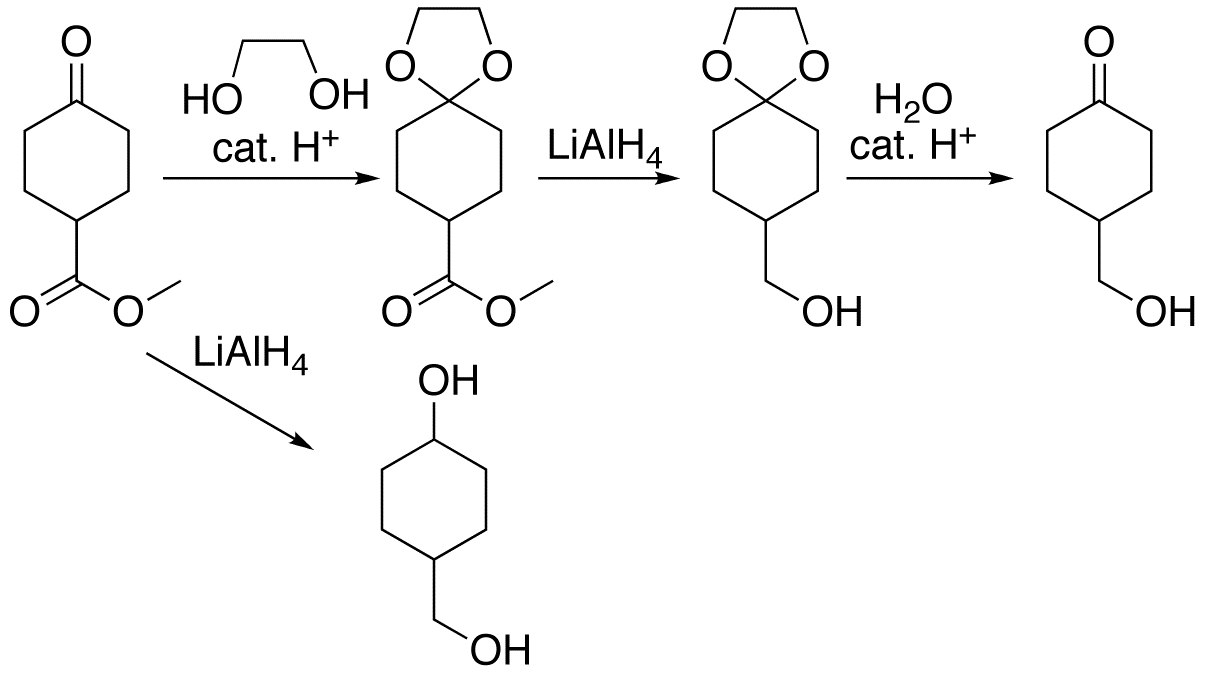
إن إدخال مجموعة حماية من الأسيتال إلى الكيتون أثناء اختزال الإستر يحمي المجموعة، في حين أن الاختزال بدون حماية يعطي ديول.

تستخدم مجموعات الحماية على المركبات الكيميائية سهلة التفاعل في بعض تفاعلات الاصطناع العضوي، التي تتطلب استخدام كواشف كيميائية قوية، مما يلزم حماية بعض المجموعات الوظيفية في تلك المركبات. على سبيل المثال، يتصف كاشف هيدريد ألومنيوم الليثيوم LiAlH4 بأنه من المختزلات القوية القادرة على اختزال الاسترات إلى كحولات، ولكن في حال وجود مجموعة كيتون إضافية في الإستر، فإن LiAlH4 سيقوم باختزالها أيضاً، مما يتطلب حمايتها، وذلك عن طريق إجراء تفاعل أستلة عليها في الأول، وتحويلها من كيتون إلى أسيتال، ومن ثم يتم الاختزال بالهيدريد. بعد إتمام الاختزال تزال مجموعة الحماية عن الكيتون بالمفاعلة مع الحمض بمرحلة تسمى إزالة الحماية.

## اقرأ أيضاً
- تفاعل كيميائي